# Festivali i Këngës
Festivali i Këngës is een liedjesfestival dat elk jaar in december wordt georganiseerd door de Albanese openbare omroep RTSH. Het festival werd voor het eerst georganiseerd in 1962. Sedert 2003 mag de winnaar het land vertegenwoordigen op het Eurovisiesongfestival in het daarop volgende voorjaar. De enige uitzonderingen hierop waren de jaren 2022 en 2023, toen een vakjury de winnaar van het festival koos en het grote publiek via televoting wie Albanië mocht vertegenwoordigen op het Eurovisiesongfestival.
Vaçe Zela is met elf overwinningen absoluut recordhouder. Zij was tevens de eerste winnaar van het festival. Sinds 1989 vindt het Festivali i Këngës plaats in het Pallati i Kongresëve aan de Bulevardi Dëshmorët e Kombit te Tirana.

## Winnaars

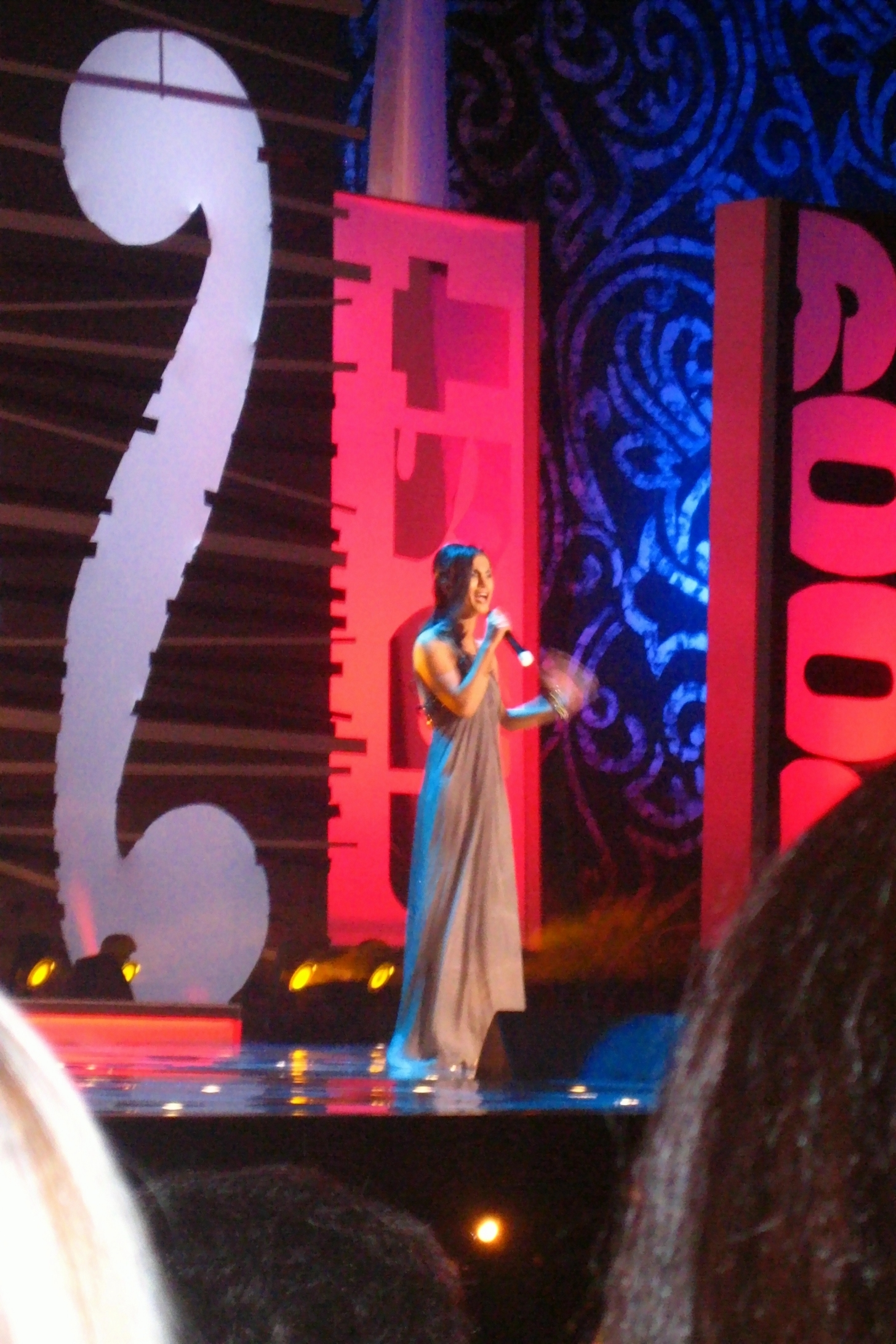
Anjeza Shahini, winnares van 2003, tijdens het Festivali i Këngës 2009

| Jaar | Artiest                         | Titel                      |
| ---- | ------------------------------- | -------------------------- |
| 1962 | Vaçe Zela                       | Fëmija i parë              |
| 1963 | Vaçe Zela                       | Flakë e borë               |
| 1964 | Vaçe Zela                       | Sot jam 20 vjeç            |
| 1965 | Tonin Tërshana                  | Të dua o det               |
| 1966 | Vaçe Zela                       | Shqiponja e lirisë         |
| 1967 | Vaçe Zela                       | Këngë për shkurte vatën    |
| 1968 | Vaçe Zela & Ramiz Kovaçi        | Mësuesit hero              |
| 1969 | David Tukiçi                    | Dhuratë për ditëlindje     |
| 1970 | Vaçe Zela                       | Mesnatë                    |
| 1971 | Sherif Merdani                  | Kënga e nënës              |
| 1972 | Tonin Tërshana                  | Erdhi pranvera             |
| 1973 | Vaçe Zela                       | Gjurmët e arta             |
| 1974 | Alida Hisku                     | Vajzat e fshatit tim       |
| 1975 | Alida Hisku                     | Buka e duarve tona         |
| 1976 | Vaçe Zela                       | Nënë moj do pres gërshetin |
| 1977 | Vaçe Zela                       | Gonxhe në pemën e lirisë   |
| 1978 | Gaqo Çako                       | Këputa një gjethe dafine   |
| 1979 | Zeliha, Liljana & Aferdita      | Festë ka sot shqipëria     |
| 1980 | Vaçe Zela                       | Shoqet tona ilegale        |
| 1981 | Ema Qazimi                      | Krenari e brezave          |
| 1982 | Marina Grabovari                | Një djep në barrikadë      |
| 1983 | Tonin Tërshana                  | Vajzë moj, lule moj        |
| 1984 | Gëzim Çela & Nertila Koka       | Çel si gonxhe dashuria     |
| 1985 | Parashqevi Simaku               | Në moshën e rinisë         |
| 1986 | Nertila Koka                    | Dy gëzime në një ditë      |
| 1987 | Irma Libohova & Eranda Libohova | Nuk e harroj               |
| 1988 | Parashqevi Simaku               | E duam lumturinë           |
| 1989 | Frederik, Manjola & Julia       | Toka e diellit             |
| 1990 | Anita Bitri                     | Askush s'do t'a besojë     |
| 1991 | Ardit Gjebrea                   | Jon                        |
| 1992 | Aleksandër, Manjola & Viktor    | Pesha e fatit              |
| 1993 | Manjola Nallbani                | Kur e humba një dashuri    |
| 1994 | Mira Konçi                      | Të sotmen jeto             |
| 1995 | Ardit Gjebrea                   | Eja                        |
| 1996 | Elsa Lila                       | Pyes lotin                 |
| 1997 | Elsa Lila                       | Larg urrejtjes             |
| 1998 | Albërie Hadërgjonaj             | Mirësia dhe e vërteta      |
| 1999 | Aurela Gaçe                     | S'jam tribu                |
| 2000 | Rovena Dilo                     | Ante i tokës dime          |
| 2001 | Aurela Gaçe                     | Jetoj                      |
| 2002 | Mira Konçi                      | Brënda vetes më merr       |
| 2003 | Anjeza Shahini                  | Imazhi yt                  |
| 2004 | Ledina Çelo                     | Nesër skhoj                |
| 2005 | Luiz Ejlli                      | Zjarr e ftohte             |
| 2006 | Frederik & Aida Ndoci           | Balada e gurit             |
| 2007 | Olta Boka                       | Zemrën e lamë peng         |
| 2008 | Kejsi Tola                      | Më merr në ëndërr          |
| 2009 | Juliana Pasha                   | Nuk mundem pa ty           |
| 2010 | Aurela Gaçe                     | Kënga ime                  |
| 2011 | Rona Nishliu                    | Suus                       |
| 2012 | Adrian Lulgjuraj & Bledar Sejko | Identitet                  |
| 2013 | Herciana Matmuja                | Zemërimi i një nate        |
| 2014 | Elhaida Dani                    | Diell                      |
| 2015 | Eneda Tarifa                    | Përrallë                   |
| 2016 | Lindita                         | Botë                       |
| 2017 | Eugent Bushpepa                 | Mall                       |
| 2018 | Jonida Maliqi                   | Ktheju tokës               |
| 2019 | Arilena Ara                     | Shaj                       |
| 2020 | Anxhela Peristeri               | Karma                      |
| 2021 | Ronela Hajati                   | Sekret                     |
| 2022 | Elsa Lila                       | Evita                      |
| 2023 | Mal Retkoceri                   | Çmendur                    |
| 2024 | Shkodra Elektronike             | Zjerm                      |

Voor de uitslagen van Albanië op het Eurovisiesongfestival, zie Albanië op het Eurovisiesongfestival.